# Печерне житло
Печерні житла — печери, гроти і навіси у гірських районах, які слугували природним притулком для людини, як її тимчасові стоянки або як місця постійного проживання. Були поширені за кам'яної доби, особливо за часів палеоліту.
Письменники класичної давнини згадують про мешканців печер «троглодитів» у багатьох віддалених країнах відомого тоді світу. Сучасні первісні племена охоче користуються печерами (в Австралії, серед бушменів південної Африки тощо).

## Мешканці печер

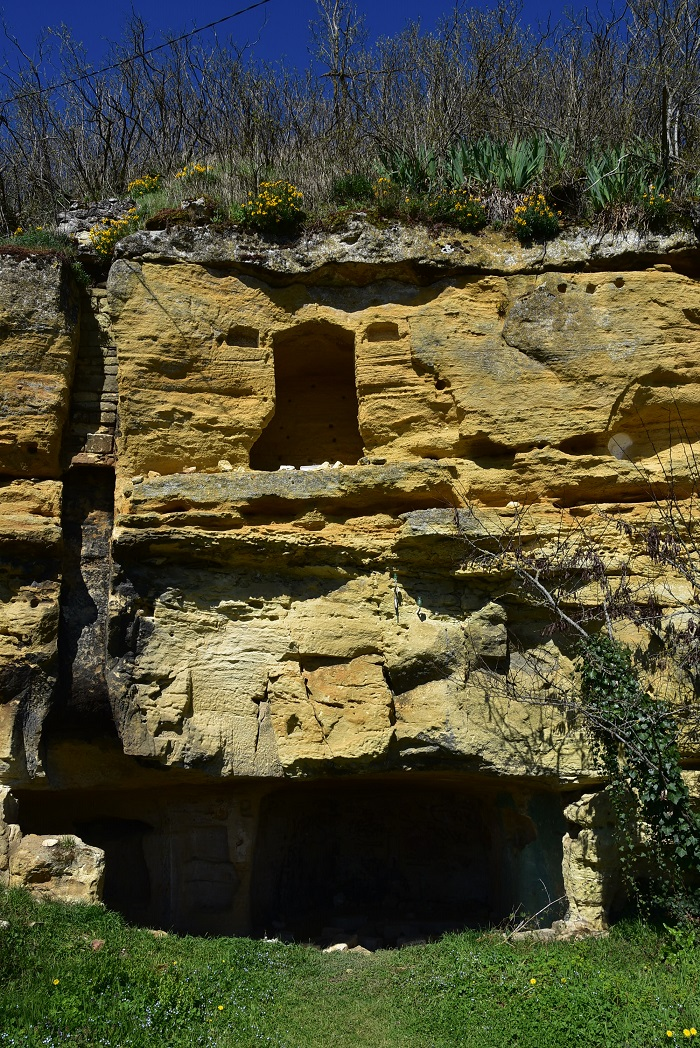
Приклад житла троглодита в Шинон, Франція - печера Туфо.

В Європі з печерами пов'язано багато знахідок найдавніших слідів людини. Не всі печери слугували, проте, для помешкання палеолітичної людини; в деяких з них немає слідів людського проживання, хоча і можуть траплятися кістки випадково занесених з водою при повені останків тварин і навіть людини. Інші печери, важкодоступні, розташовані високо, слугували притулком для хижих звірів, залишки яких і зустрічаються там іноді у величезних кількостях.
Печери, що слугували для житла і стоянок палеолітичної людини, здебільшого легко доступні, розташовані невисоко, зазвичай поблизу води (річки, струмка), і відкриваються зручним отвором, частіше на південь. Однак і в таких печерах не завжди виявляються сліди людського житла. Найбагатші знахідки зроблені в печерах, вимитих у вапняках, де просочувана в помірній кількості (зі стелі і стін) і насичена вапном вода утворила з плином часу на дні печери вапняну кору сталагмітів, що покрила шар наносної землі з покидьками, забутими або втраченими предметами і т . д. і зберегла таким чином всі ці предмети в цілості.
У таких печерах знаходять залишки вогнищ (шари вугілля і золи, іноді кілька, на різних рівнях), розколоті, іноді обпалені кістки тварин, крем'яні ножі, наконечники стріл, скребки та інші знаряддя, цільні і поламані, з каменю, кістки, оленячого рогу (шила, голки, гарпуни); іноді з нарізками, візерунками, різьбленими зображеннями мисливських звірів, різні прикраси (з раковин, каменю та ін.), шматки червоної охри (для фарбування тіла) і т. ін. Вивчення всіх цих залишків дало можливість скласти уявлення про побут палеолітичної людини і фауну, що її оточувала.